# Пралая
Прала́я (санскр. प्रलय, pralaya IAST, «руйнування») — в космології індуїзму — період відсутності активності у Всесвіті, який настає після кожної Манвантари. Триває 4320 млн земних років. Також називається «ніч Брахми» і триває стільки ж як «день Брахми» — кальпа.
Пралайя — у індуїстській космолоґії, є еонічній термін для Розчинення, який визначає різні періоди часу, протягом якого, не є ситуація активність зберігається, як у різних форматах або контекстах. Слово Махапралайа означає Велике Розчинення. Під час кожної пралайі, нижні десять сфер (лок) руйнуються, а вищі чотири сфери, в тому числі Сат'я-лока, Тапа-лока, Джана-лока, і Махар-лока зберігаються. Під час кожної Махапралайі усі 14 сфер (світів, рівнів) піддаються руйнуванню.
У Санкх'я філософії, один з шести шкіл класичної індійської філософії, Пралайя означає «неіснування», стан матерії, досягнутий при повній рівновазі трьох ґун (принципи матерії) матеріяльної природи. слово пра-Лайа походить від санскритського означає «розчинення» або розширення «реабсорбції, руйнування, знищення або смерть».
Махапралая (санскр. महाप्रलय, Mahâ-pralaya, «велика руїна») — повне руйнування Всесвіту (після закінчення махакальпи) зі смертю творця Брахми, яке відбувається кожні 100 років Брахми (311 040 млрд земних років).
Всі істоти в цьому всесвіті також і Чатурмукха Брахма та інші боги керовані часом. Вони створюються, живуть і руйнуються Верховною і могутньою істотою, хто не має народження або смерті.
Це руйнування чотирьох типів:
(1) Нітйа Пралайя (2) Найміттіка Пралайя (3) Маха Пралайя і (4) Ат'янтіка Пралайя.
Нітья Пралайя є сон або розширення їх, смертей.
Найміттіка Пралайя це кінець одного дня Брахми, коли всі три світи (Бхух:, Bhuvaha: і Суваха:) розпадаються.
Маха Пралайя це великий потоп в кінці віці одного Брахми, який складається з 100 Brahmic років (365 раз 2.000 ChaturYugas).
Aatyantika Пралайя є остаточним звільненням або досягнення порятунку Дживан, після чого Дживан не попадає знову в лещатах карми, або твердої мотузки самсари. Тому змінний проміжок часу зумовлений практикою різні види йог або Прапатті.
Після цих визначень одиниць Каала і відведений з тривалості життя людей і богів, ми приходимо до концепції Каала в Нітья вібхуті або Шрі Вайкунтам. Так, Kaala всюдисущий, він повинен бути в Шрі Vaikuntam також. Тим не менш, він не володіє такими ж повноваженнями, як і в Ліла вібхуті або фізичного Всесвіту, яка слугує ігровим майданчиком для Шріман Нараяни. Kaala в Шрі Vaikuntam безсила і, отже, не призводить до зростання, розпаду або руйнування будь-якої речі. Тому все, що є вічне існування. Kaala корисно їсти тільки «, щоб описати одну дію, як проходить до або після іншого. Наприклад, у службі, що Muktas зробити, щоб Шріман Нараяне, вони дають ванну (Снан) в точці часу попереднього тому, в якому вони пропонують харчування (бходжана). Це весь день там назавжди, і немає ніякого поділу на день і ніч. Kaala знаходиться під контролем Шріман Нараяни і він маніпулює ним і використовує як інструмент у забезпеченні модифікації різних об'єктів в Ліла Вібхуті».